# Malawi na Letnich Igrzyskach Olimpijskich 1984
Malawi na Letnich Igrzyskach Olimpijskich 1984 reprezentowało 15 zawodników. Był to 2. start reprezentacji Malawi na letnich igrzyskach olimpijskich.

## Skład kadry

### Boks
Mężczyźni
- Peter Ayesu – waga musza – 5. miejsce
- Ali Faki – waga piórkowa – 17. miejsce
- Solomon Kondowe – waga lekka – 33. miejsce
- Phillimon Ayesu – waga lekkopółśrednia – 17. miejsce
- Fletcher Kapito – waga lekkośrednia – 33. miejsce
- Drake Thadzi – waga lekkociężka – 9. miejsce

### Kolarstwo
Mężczyźni
- Dyton Chimwaza – wyścig indywidualny ze startu wspólnego – nie ukończył
- George Nayeja – wyścig indywidualny ze startu wspólnego – nie ukończył
- Daniel Kaswanga – wyścig indywidualny ze startu wspólnego – nie ukończył
- Amadu Yusufu – wyścig indywidualny ze startu wspólnego – nie ukończył
- Dyton Chimwaza, George Nayeja, Amadu Yusufu, Daniel Kaswanga – drużynowa jazda na czas, 100 km – 26. miejsce

### Lekkoatletyka
Mężczyźni
- Odiya Silweya

100 metrów – odpadł w eliminacjach
200 metrów – odpadł w eliminacjach
- Agripa Mwausegha – 400 metrów – odpadł w eliminacjach
- Isaac Ganunga

800 metrów – odpadł w eliminacjach
1500 metrów – odpadł w eliminacjach
- George Mambosasa

5000 metrów – odpadł w eliminacjach
Maraton – 74. miejsce
- Matthews Kambale

10 000 metrów – odpadł w eliminacjach
Maraton – nie ukończył